# Albalat dels Tarongers

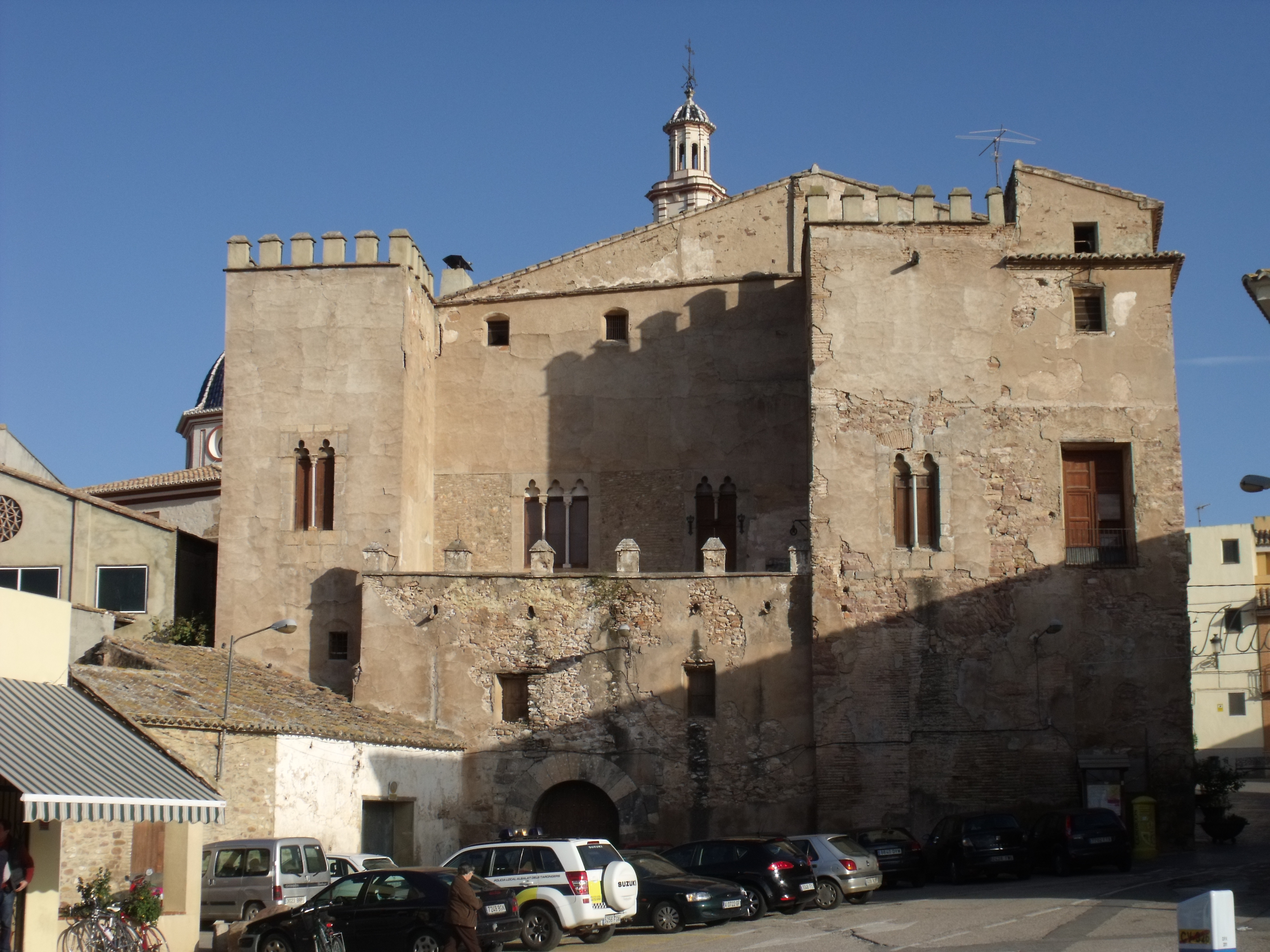

Albalat dels Tarongers là một đô thị ở comarca Camp de Morvedre cộng đồng Valencia, Tây Ban Nha. Đô thị này có diện tích 21,34 km², dân số thời điểm năm 2006 là 864 người.